# Осмоловская, Джемма Григорьевна
Дже́мма Григо́рьевна Осмоловская (24 августа 1938 — 15 июля 2019) — советская и российская актриса театра и кино.

## Биография

### Театр и кино
Джемма Осмоловская окончила школу-студию МХАТ (1964). С 1964 года — актриса Российского академического молодёжного театра (ранее — Центральный детский театр) в Москве. Снималась на Одесской киностудии, киностудии им. Довженко в Киеве, Ленфильме и Лентелефильме.
Впервые на экране Джемма Осмоловская появилась в 1957 году. В годы «хрущёвской оттепели» по книге Николая Атарова был снят фильм-мелодрама режиссёра Василия Левина «Повесть о первой любви», где начинающая актриса сыграла девушку Олю. Картина оказалась удивительно смелой для того времени, ведь она впервые обсуждала запретную тему сиротства и одинокого материнства. Создатели картины искренне и честно рассказали о первой любви школьников. Героиня Осмоловской после смерти матери решает бросить спортивную школу и поступить на работу. Друг Ольги Митя (Кирилл Столяров), не желая оставлять свою подругу в беде, приводит её к себе. Чуткие и тактичные родители поддерживают сына. Однако в школе распускают грязные слухи — и Митя, не выдержав первого испытания, позволяет Ольге уйти из дома. В картину вплеталась ещё одна сюжетная линия, совершенно немыслимая для картин тех лет — страсть учителя физкультуры к ученице.
Игре юной актрисы критикой была дана высокая оценка:

И К. Столяров и особенно Д. Осмоловская — актёры с несомненным дарованием. … Разве можно забыть сцену смерти матери Оли, которую Д. Осмоловская провела с большой смелостью и силой? А ведь момент этот сложен даже для опытной актрисы. Скорбное, как-то сразу осунувшееся и повзрослевшее лицо Оли у могилы матери; её опустошенность и внутренний надлом — всё это передано Д. Осмоловской так скупо и одновременно выразительно, что надолго останется в памяти.— Искусство кино, 1957
Сразу после первого своего фильма Джемма Осмоловская снялась в лирической комедии Сергея Сиделева «Улица полна неожиданностей». Актриса сыграла роль Кати, невесты главного героя — постового Васи Шанешкина, роль которого исполнил уже популярный на тот момент Леонид Харитонов.

### Личная жизнь
На съёмках фильма «Улица полна неожиданностей» между Осмоловской и Харитоновым вспыхнул роман, в результате которого Леонид ушёл от своей первой жены Светланы Харитоновой. Однако брак Джеммы и Леонида оказался недолговечным. Не спасло его и рождение сына — супруги вскоре развелись. Сын Леонида Харитонова Алексей — учёный-программист. Также есть внучка Катя.
Второй муж — актёр Пётр Подъяпольский (1943—2020). В октябре 2017 года в интервью газете «Только звёзды» Пётр сообщил, что Джемма борется с раком. Журналисты выяснили, что у актрисы сложные отношения с единственным сыном и ухаживает за ней только муж. В театре РАМТ, где Осмоловская проработала 40 лет, сказали, что не обязаны ей помогать, а в Гильдии актёров кино про такую актрису даже не вспомнили.
Джемма Осмоловская скончалась на 81-м году жизни 15 июля 2019 года. Урна с прахом захоронена в колумбарии на Ваганьковском кладбище.

## Творчество

### Фильмография
- 1957 — Повесть о первой любви — Ольга Кежун
- 1957 — Улица полна неожиданностей — Катя, дочь Воднева
- 1960 — Бессонная ночь — Аннушка
- 1962 — Мы, двое мужчин — роженица
- 1965 — При попытке к бегству — Лумница

### Телевизионные спектакли
- 1973 — Стихи Агнии Барто
- 1991 — Сон с продолжением — мама
- 1994 — Посвящение в любовь — мать невесты

### Роли в театре
- 1970 — «Московские каникулы»[5] А. Кузнецова — Катя